# Сливинский, Станислав Августович
Станислав Августович Сливинский (пол. Stanisław Śliwiński; 1869—1929) — польский политический и государственный деятель, член Государственной думы Российской империи II созыва.

## Биография
Родился 30 августа 1869 года.
Окончил Институт сельского хозяйства и лесоводства в Пулавах. В течение многих лет работал в городе Наленчув, где создал сельскохозяйственный кружок. В 1907 основал в Наленчуве Общество сельского хозяйства, был его президентом и председателем секции свиноводства и молочного отдела.
С 1907 года был депутатом Государственной думы Российской империи от общего собрания выборщиков Люблинского губернского избирательного собрания. Вошёл в состав Польского коло.
Работал в польском правительстве в 1919—1921 годах. В период с 5 ноября 1919 года до 9 декабря 1919 был начальником отдела снабжения в правительстве Игнация Падеревского, а затем — до 12 января 1921 — был министром этого ведомства в правительствах: Леопольда Скульского, Владислава Грабского и Винсента Витоса.
После ухода из правительства, Сливинский был вице-президентом Совета директоров польского банка (Bank Handlowy), в 1923 году был председателем Совета управляющих акционерного Общества торговли сельскохозяйственной продукцией. С 25 ноября 1925 был членом президиума ЦК Союза польских сельскохозяйственных предприятий. Некоторое время спустя он возглавлял польский Белый Крест.
Из-за плохого состояния здоровья в 1927 году Станислав Сливинский отошёл от общественной жизни.
Умер 11 января 1929 года в Варшаве, похоронен на кладбище Старые Повонзки.
Был женат на Михалине Березовской, у них был сын Сигизмунд.